# Jules Labéeu
Jules Labéeu was een Belgische gymnast. Hij won zilver op de Olympische spelen in Antwerpen in 1920.

## Referentie
1. ↑  (en) Bill Mallon & Anthony Th. Bijkerk. The 1920 Olympic Games: Results for All Competitors in All Events, with commentary. McFarland [2015], p. 202. ISBN 1476621616.
2. ↑  Volgens de bronnen nam hij deel voor Frankrijk